# Christian R. Christensen
Christian R. Christensen (8. april 1903 i Badstrup, Skamby Sogn – 22. september 1977) var en dansk gårdejer og politiker.
Han var søn af gårdejer Martin Christensen (død 1905) og hustru Karoline f. Nielsen (død 1928), var elev på Ryslinge Højskole 1921-22 og på Dalum Landbrugsskole 1925-26 og ejer af slægtsgården i Badstrup 1932-69. 
Han var formand for Konservativ Ungdoms Landsorganisation 1929-32, medlem af Folketinget 1941-1947 og 1964-1971, af Statens Jordlovsudvalg fra 1945, formand for jordfordelingskommissioner i forskellige landsdele, formand for Skamby Sogneråd 1946-1950, medlem af Odense Amtsråd 1954-1970, formand for Nordfyns Kvægavlsforening 1940-62, for De samvirkende Kvægavlsforeninger i Fyns Stift 1942-61, for Fynske Andelsmejeriers Osteri og Kondenseringsfabrik (FAOK) 1952-68, for A/S Marius Boel, Marslev 1953-68, for A/S The Canned Cream and Milk Co., Odense, 1955-68 og for A/S Otterup Mejeri 1963-68 samt for Dansk Slægtsgårdsforening fra 1958 til sin død. Han var Ridder af Dannebrog.
Han udgav: "Landbruget" i Danmarks Historie, Økonomi og Politik (1935).
Hans søn Carl Martin Christensen er også politiker.